# 林筱魯
林筱魯，SBS，JP（1961年—），香港城市規劃師，現任香港立法會議員（選舉委員會），曾任古物諮詢委員會主席、長遠房屋策略督導委員會委員和西九文化區管理局董事等多項公職。他在特首選舉中曾任梁振英競選團隊成員，並為梁振英撰寫土地規劃方面的政綱，被外界視為「梁粉」。

## 簡歷
林筱魯在香港出生，就讀高主教書院，於美國紐約州立大學水牛城分校畢業，擁有城市/區域規劃及分析學士學位，1989年在香港大學取得城市規劃碩士學位。1998年，獲選為香港規劃師學會會長，2007年加入香港古物諮詢委員會。
林筱魯畢業於紐約州立大學水牛城分校城市/区域规划及分析系，畢業後返港任職私人機構，從事有關城市規劃的專業顧問工作，曾兩度借調到規劃署擔任次選顧問及都市重建專家。2006年，他出任EDAW主席及執行董事，其後創立安石集團，開設實驗農場，發展現代農業。
在梁振英競選特首期間，林筱魯協助梁撰寫房屋及土地政策政綱，是梁的智囊之一，被外界視他為「梁粉」。在梁振英當選特首後，林筱魯獲任多項公職，同時身兼古物諮詢委員會主席、長遠房屋策略督導委員會委員、活化歷史建築諮詢委員會委員和西九文化區管理局董事等。
2012年6月，古物諮詢委員會在初步評級時一度將舊政府總部西座貶為二級歷史建築，被質疑與政府串謀，為重建計劃開路。事件曝光後，保育團體質疑古諮會的決定，令當時的主席陳智思一度問責請辭，而時任成員的林筱魯，連同另外兩名學者李浩然及劉智鵬也表態一同辭職。豈料，在這場「政府山保育風波」爭議後，梁振英在2013年1月委任他擔任古物諮詢委員會主席。
2013年1月，林筱魯旗下的安石集團被長春社揭露在大嶼山二澳展開工程，以復耕、發展實驗農場為名，但實際上焚毀了大量林地和夷平部份紅樹林，危害本港稀有品種盧文氏樹蛙的棲身地。
2014年5月，建築工人在港鐵沙中綫土瓜灣站地盤中，挖出宋元時期的方形古井及麻石明渠，更有唐朝開元通寶等大量歷史文物，有建議指應原址保留重要文物。然而，身為古諮會主席的林筱魯卻大潑冷水，指即使設立博物館，恐會淪為第二個少人參觀的李鄭屋古墓。